# Upon the Catwalk
Upon the Catwalk – singel Katerine pochodzący z albumu Overdrive.

## Lista utworów
| Lp.                                    | Tytuł                                                                       | Czas |
| -------------------------------------- | --------------------------------------------------------------------------- | ---- |
| CDr, Single, Promo released in Belgium |                                                                             |      |
| 1.                                     | „Upon the Catwalk” (Frank J Radio Edit) Remix – Frank Jordens               | 3:10 |
| 2.                                     | „Back Off” (FTW Extended) Featuring – Regi Penxten Remix – Frank T. Wallace | 5:48 |

## Pozycje na listach przebojów
| Lista przebojów (2008) | Najwyższa pozycja |
| ---------------------- | ----------------- |
| Belgium Singles Chart  | 38                |